# Washington (Vermont)
Washington es un pueblo ubicado en el condado de Orange en el estado estadounidense de Vermont. En el año 2010 tenía una población de 1.039 habitantes y una densidad poblacional de 10,32 personas por km².

## Geografía
Washington se encuentra ubicado en las coordenadas 44°5′0″N 72°25′19″O / 44.08333, -72.42194.

## Demografía
Según la Oficina del Censo en 2000 los ingresos medios por hogar en la localidad eran de $43,125 y los ingresos medios por familia eran $50,500. Los hombres tenían unos ingresos medios de $29,674 frente a los $28,333 para las mujeres. La renta per cápita para la localidad era de $18,439. Alrededor del 6.1% de la población estaba por debajo del umbral de pobreza.